# Амадор де Виньеро дю Плесси, Жан Батист
Жан Батист Амадор де Виньеро дю Плесси (фр. Jean-Baptiste Amador de Vignerot du Plessis; 8 ноября 1632, Гавр — 11 апреля 1662) — французский государственный деятель, генерал-лейтенант. Губернатор Гавра.

## Биография
Французский аристократ.
Сын Франсуа де Виньеро, маркиза де Понкурле, и Мари-Франсуазы де Гемадёк, внучатый племянник кардинала Ришельё. Брат Армана-Жана де Виньеро дю Плесси Ришельё. Дядя маршала Франции Луи Франсуа Армана дю Плесси Ришельё,
Родился в Гавре, где его отец служил губернатором. Сначала Жану Батисту прочили духовную карьеру, в 1642 году после смерти кардинала Ришельё получил аббатство Мармутье и аббатство Флёри близ города Сюлли-сюр-Луар на реке Луара, а также титул маркиза Ришельё. Затем после старшего брата Армана-Жана получил аббатство Сент-Уэн в Руане. На всех этих должностях был утверждён папской буллой 1644 года, но вступил в права в 1646 году. Вскоре получил права на приорство Сен-Мартен-де-Шан в Париже.
В 1652 году, вопреки совету своей семьи, отказался от церковной жизни и её благ и передал должности своему младшему брату Эммануэлю-Жозефу де Виньеро дю Плесси. Тогда же женился на Жанне-Батисте де Бове, дочери первой камеристки королевы Франции Анны Австрийской.
Это решение вызвало недовольство его тётки, племянницы кардинала Ришельё Мари-Мадлен де Виньеро де Понкурле, герцогини д`Эгийон, которая отправила его в Италию, надеясь разрушить брак Жан Батиста. В результате он поругался с герцогиней Эгийон, оставшись почти без состояния. Только с помощью протеже королевы Анны Австрийской кардинала Мазарини сумел получить от старшего брата ежегодную земельную ренту в 20 тыс. ливров.
По возвращении он стал генерал-лейтенантом королевских армий, губернатором Гавра и комендантом Версальского и Сен-Жерменского дворов.
Умер внезапно 11 апреля 1662 г.